# Saison 2014 des Mets de New York
La saison 2014 des Mets de New York est la 53e saison en Ligue majeure de baseball pour cette franchise.
Les Mets gagnent un match de plus qu'ils n'en perdent après la pause du match des étoiles 2014 et terminent l'année au second rang de la division Est de la Ligue nationale, mais avec une fiche perdante pour une 6e année consécutive. Avec 79 succès contre 83 défaites, ils améliorent leur fiche par 5 victoires. La recrue Jacob deGrom, un lanceur droitier, s'impose à sa première saison et égale un record de l'ère moderne du baseball majeur en retirant sur des prises les 8 premiers frappeurs d'un match.

## Contexte
Avec 74 victoires et 88 défaites en 2013, les Mets remettent une fiche identique à celle de la saison 2012 et passent de la 4e à la 3e place dans la division Est de la Ligue nationale. Le club en reconstruction connaît une 5e campagne perdante consécutive et une 7e de suite sans qualification pour les séries éliminatoires.

## Intersaison
Terry Collins, manager des Mets depuis 2011, revient à la barre de l'équipe en 2014 après avoir accepté en septembre précédent une prolongation de contrat de deux ans.
Côté joueurs, les Mets signent plusieurs nouveaux joueurs. Le voltigeur Chris Young est acquis par le club new-yorkais le 22 novembre 2013 pour une durée d'un an et un montant de 7,25 millions de dollars. Curtis Granderson, jusqu'alors voltigeur des Yankees de New York, rejoint l'équipe du Queens pour 4 ans et un contrat, signé le 6 décembre, d'un montant de 60 millions de dollars. Enfin, la fin d'année 2013 voit l'arrivée du lanceur vétéran Bartolo Colón pour un contrat de 2 ans d'un montant de 20 millions de dollars.

## Calendrier pré-saison
L'entraînement de printemps 2014 des Mets se déroule du 27 février au 29 mars.

## Saison régulière
La saison régulière de 162 matchs des Mets débute le 31 mars à New York contre les Nationals de Washington pour se terminer le 28 septembre suivant.

### Classement
| Ligue nationale (Division Est) | V  | D  | %    | Diff. | Diff. (séries) |
| ------------------------------ | -- | -- | ---- | ----- | -------------- |
| Nationals de Washington        | 96 | 66 | ,593 | -     | -              |
| Braves d'Atlanta               | 79 | 83 | ,488 | 17    | 9              |
| Mets de New York               | 79 | 83 | ,488 | 17    | 9              |
| Marlins de Miami               | 77 | 85 | ,475 | 19    | 11             |
| Phillies de Philadelphie       | 73 | 89 | ,451 | 23    | 15             |

### Mai
- 26 mai : Les Mets congédient leur entraîneur des lanceurs, Dave Hudgens, et le remplacent par Lamar Johnson[8].

### Août
- 4 août : Le lanceur droitier Jacob deGrom, des Mets, est nommé meilleure recrue du mois dans la Ligue nationale[9].

### Septembre
- 15 septembre : Lors d'une visite des Astros de Houston, Jacob deGrom des Mets égale un record de l'ère moderne du baseball majeur en retirant sur des prises les 8 premiers frappeurs qu'il affronte, rééditant l'exploit réalisé par Jim Deshaies en 1986[10].